# Грузское (Голованевский район)
Грузско́е (укр. Грузьке́) — село в Голованевской поселковой общине Голованевского района Кировоградской области Украины.
Население по переписи 2001 года составляло 1142 человека. Почтовый индекс — 26526. Телефонный код — 5252. Занимает площадь 3,897 км². Код КОАТУУ — 3521480801.
Старое название — Петровские Хуторы. В 1732 году существовало три хутора под одним названием Петровские. В 1737 году была основана церковь. Название Грузское носит, предположительно, из-за болот, в которых застряла (то есть загрузла) Екатерина II во время следования на юг Украины.